# Rathaus Artern

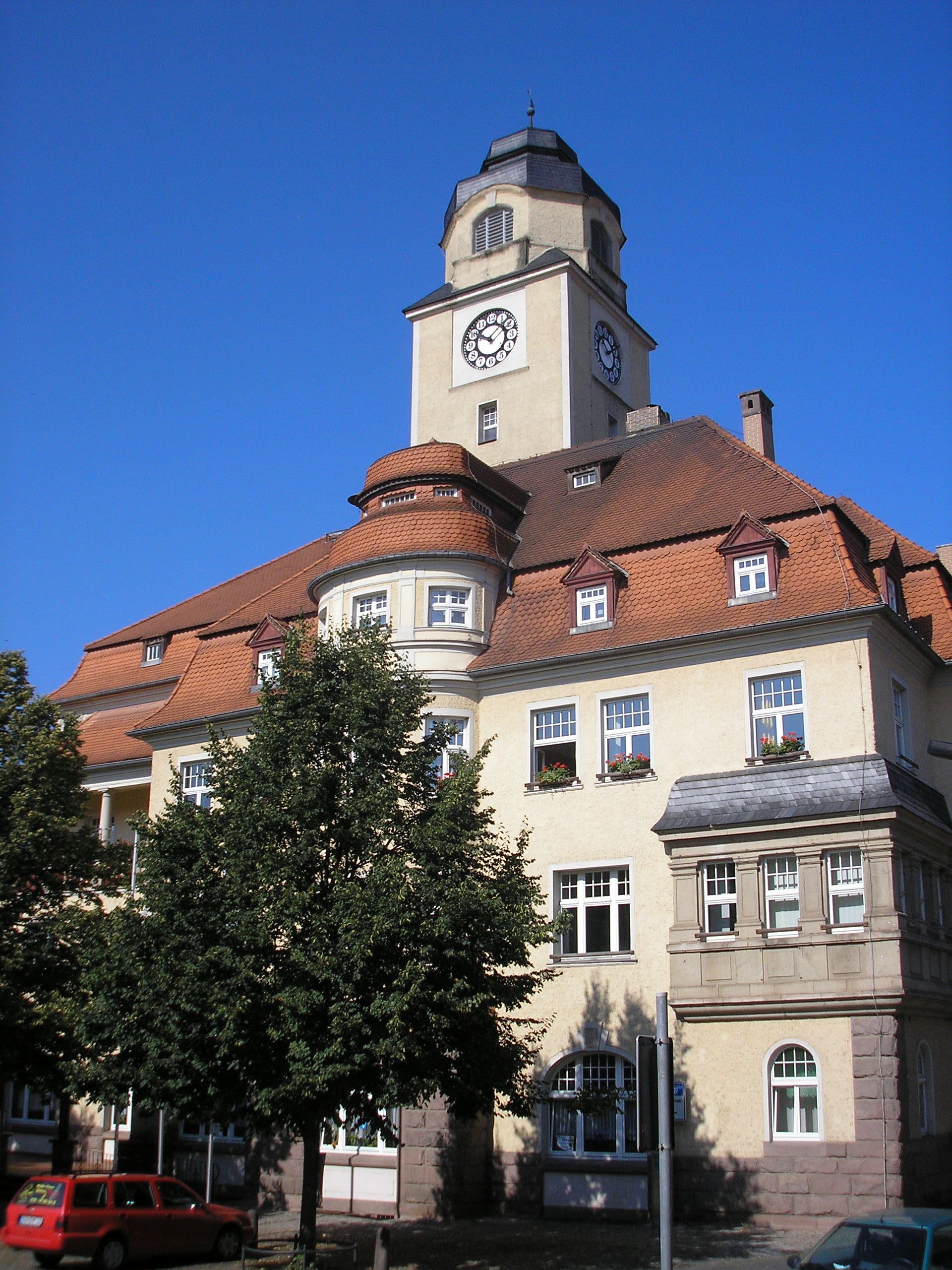
Rathaus Artern (2010)

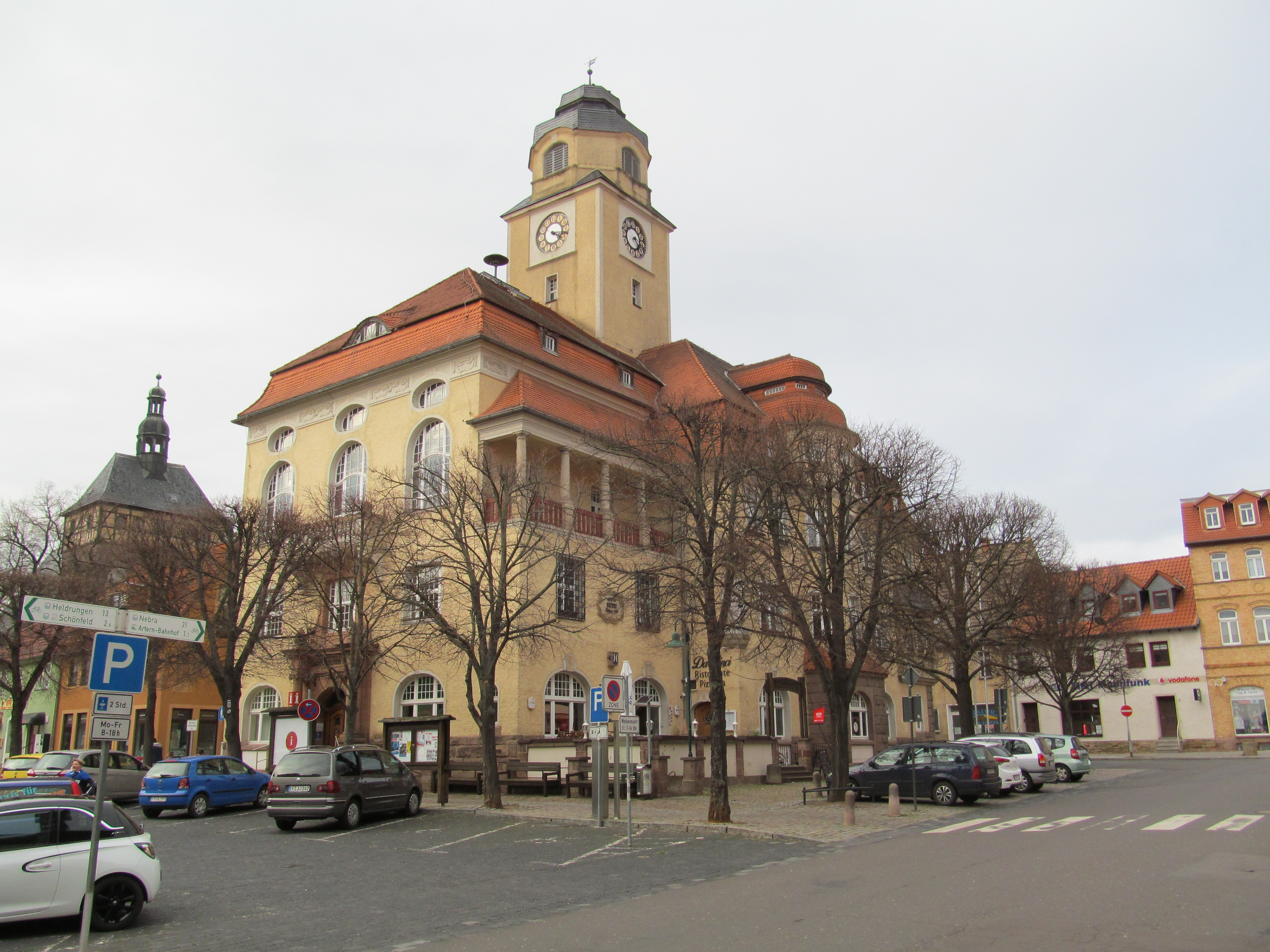
Rathaus und Stadtkirche

Das Rathaus von Artern ist ein Baudenkmal im Kyffhäuserkreis in Thüringen.

## Standort
Das Rathaus befindet sich an der Nordseite des Marktes von Artern. Nördlich führt die Harzstraße vorbei, im Osten die Wasserstraße und südlich die Herrnstraße. Die Gasse westlich des Gebäudes heißt „Hinterm Rathaus“ und westlich von deren Bebauung befindet sich die Stadtkirche St. Marien.

## Geschichte

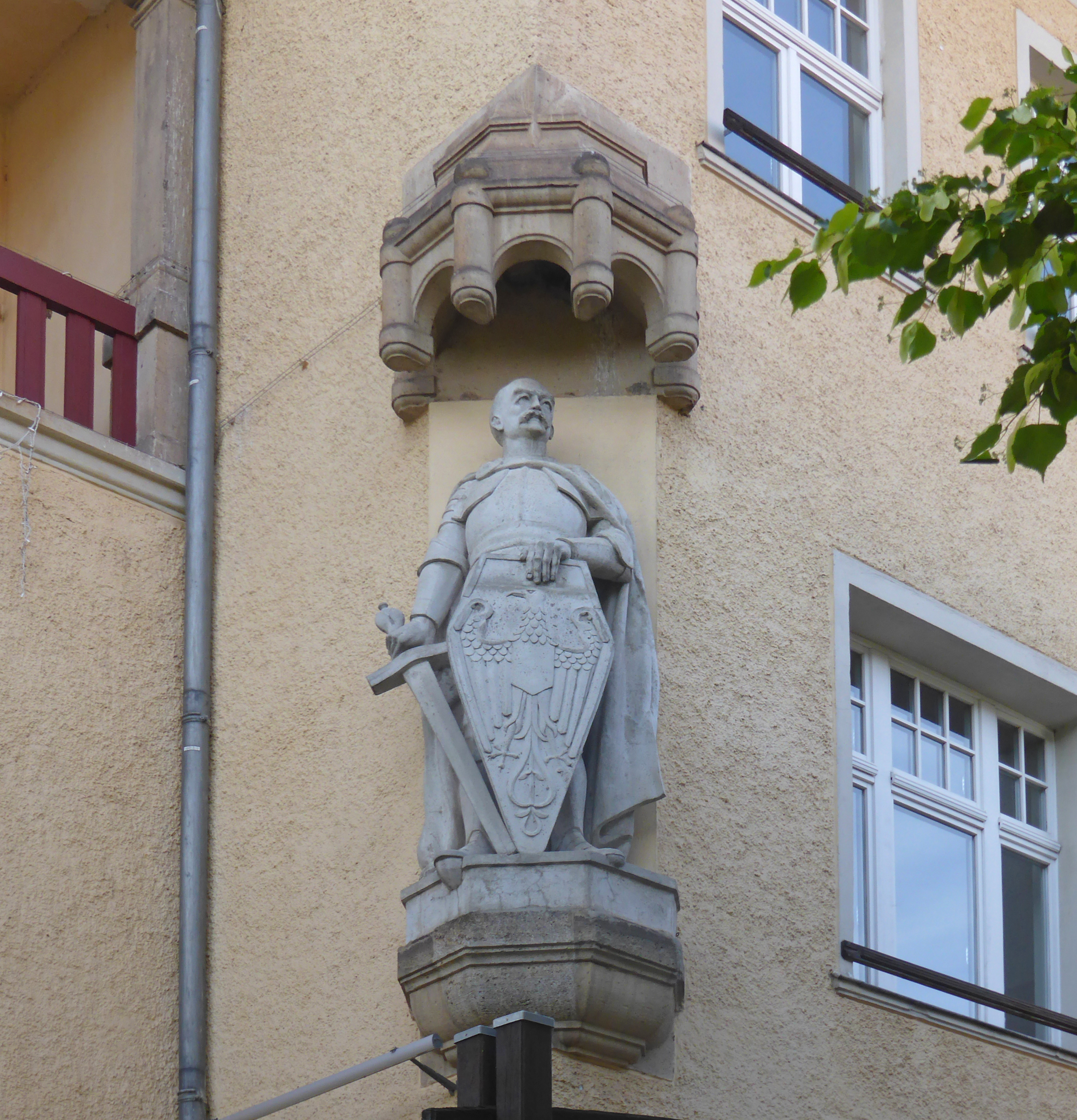
Bismarckstatue

Nachdem das barocke Vorgängerrathaus mehrere Jahrhunderte lang ausgereicht hatte, beschloss man im frühen 20. Jahrhundert den Abriss für einen größeren Neubau, der in den Jahren 1905 und 1906 umgesetzt wurde. Das Rathaus entstand nach Entwürfen von Gustav Wolff und Theodor Lehmann aus Halle (Saale), die zuvor unter anderem die Stadtbibliothek und die heutige Synagoge der Saalestadt schufen. In den Jahren von 1991 bis 1994 wurde das Gebäude umfangreich saniert.
Am 14. April 1907 wurde ein Bismarckdenkmal von Paul Juckoff an der Fassade eingeweiht, das Bürger der Stadt finanzierten. In der DDR wurde dieses als unpassend empfunden und entfernt. Nach der politischen Wende entschied man sich für die Wiederherstellung der Statue und die in Erfurt gefertigte Plastik wurde am 28. Mai 1994 aufgestellt.
Der Vorgängerbau bot nicht nur zu wenig Platz, sondern war auch baufällig geworden und galt als nicht erhaltenswert, da der einzig markante Gebäudeteil – ein Vorbau mit Treppe – bereits im frühen 19. Jahrhundert abgerissen worden war und er auch sonst keine künstlerisch wertvollen Elemente mehr aufwies.

## Baubeschreibung
Erbaut wurde ein neobarockes Rathaus mit einem 34,86 Meter hohen Turm an der Hofseite. Auf Symmetrie wurde verzichtet, so dass der Eindruck eines historisch gewachsenen Gebäudes entsteht. Dieser wird noch durch die Aufteilung in verschiedene Bauteile erhöht: Das Hauptgebäude ist der vierachsige Ostbau mit einem Risalit, der die zweite Achse von Süden dominiert, wohingegen in die vierte Achse von Süden auf halber Höhe ein Erker eingefügt wurde. Jedes der drei Geschosse ist anders gestaltet: Während man sich im Erdgeschoss für Rundbogenfenster entschied, wählte man in der Etage darüber rechteckige, die wiederum deutlich breiter ausgefallen sind als die Fenster im Obergeschoss, wo sich teilweise zwei Fenster pro Achse finden. Der Eckerker weist im ersten Obergeschoss sogar drei Fenster in seiner Achse auf, was sich auch an der Nordseite dieses Ostbaus wiederholt.
Die Fassade wurde teils mit Bossenwerk aufgelockert. Der Risalit, bei dem man in den Obergeschossen ebenfalls drei Fenster in einer Achse unterbrachte, wurde im zweiten Obergeschoss mit Gesimsen und Lisenen, die Pilastern ähneln, zusätzlich gegliedert. Er ist im Unterbau rechteckig, im Obergeschoss hingegen korbbogig und wurde zudem aus der Dachlandschaft herausgeschoben, so dass er als Turm hervorzutreten scheint. Sein Dach ist mit dem abgewalmten Mansarddach des Ostbaus verbunden. Dieser Ostbau weist Giebelgauben auf, wohingegen der Risalit schmale, querrechteckige Fenster im oberen Dachbereich erhielt.
Die Nordseite des Gebäudes wurde als Gebäudeflügel gestaltet, die Südseite hingegen zu einem eigenständigen Bauteil. Dieser Südbau wiederholt im Erdgeschoss und dem ersten Obergeschoss die Gestaltung des Ostbaus, erhielt aber im zweiten Obergeschoss eine Loggia an der Ostseite und große Rundbogenfenster an der Südseite, über denen sich Ochsenaugen befinden. Unterhalb seines eigenen Mansarddaches, wurde ein Fries angebracht. Die Dachgauben wurden hier teils als Schleppgauben, teils als Fledermausgauben gestaltet. An diesem sehr viel symmetrischeren Südbau befindet sich der Haupteingang mit einem aus der Fassade herausgeschobenen Portal, das im Gegensatz zum Großteil der Fassade unverputzt blieb und sich so durch seinen roten Sandstein zusätzlich von der gelblich verputzten Fassade abhebt. Der Turm ist im Unterbau viereckig, im Obergeschoss mit den Turmuhren hingegen achteckig. Er wird von einem Kupferdach bedeckt.
Am 30. August 1989 wurde das Rathaus als „Denkmal der Baukunst“ in die Denkmalliste aufgenommen. Heute ist es mit der Nummer 365.220.9988 im Denkmalverzeichnis registriert. Im Gebäude finden sich heute unter anderem das Einwohnermeldeamt und der Ratskeller.
Die Bismarckstatue an der Südostecke des Ostbaus oberhalb des Eingangs zum Ratskeller zeigt Otto von Bismarck in Rüstung in einer Mischung aus Roland und heiligem Georg, wie sie in dieser Zeit typisch war. Diese Darstellung als Wächter wurde stark durch das Hamburger Bismarckdenkmal geprägt und fand sich auch beim – ebenfalls 1907 von Juckoff geschaffenen – halleschen Bismarckdenkmal. In Halle wie in Artern sieht man Bismarck mit einem Umhang, das stehende Reichsschild mit der linken Hand haltend, in der rechten Hand ein zum Boden zeigendes Schwert. Die Statue steht unter einem eigenen Baldachin auf einer Konsole.
Das Erdgeschoss nahmen Ratskeller und Wachstube ein, im ersten Obergeschoss befanden sich die Dienst- und Büroräume, darunter Kasse, Schreibstuben und Standesamt. Im Festsaal des Rathauses, der zusammen mit der Bürgermeisterwohnung das zweite Obergeschoss einnahm, befindet sich eine im Jahr 1929 von Otto Engelhardt-Kyffhäuser geschaffene Stadtansicht Arterns. Zudem zieren die Fenster Wappen der Stadt, der Provinz Sachsen und Preußens sowie historische Ansichten der Stadt, darunter das Vorgängerrathaus und das Geburtshaus von Goethes Urgroßvater.